# عبور کامیون با طول بیش از ۱۰ متر ممنوع
 عبور کامیون با طول بیش از ۱۰ متر ممنوع جزء نشان‌های بازدارنده یا انتظامی راهنمایی و رانندگی است. رانندگان کامیونی که طول وسیله نقلیه‌شان بیشتر از ۱۰ متر است نبایستی وارد مسیرهایی شوند که این تابلو نصب شده‌است. این نشان در ایران نیز رایج است.